# Eichenregal

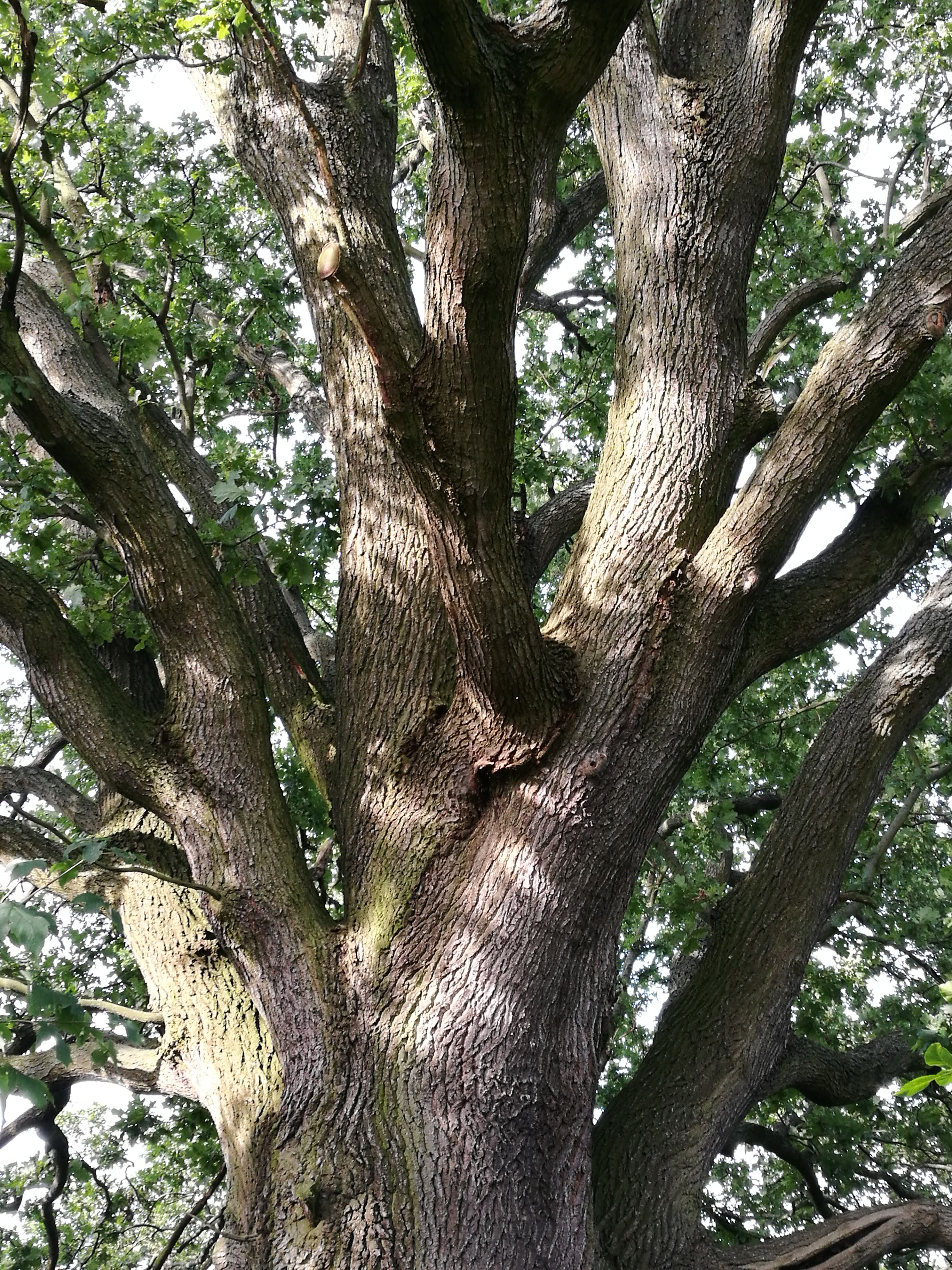
Erhaltene Solitäreiche im Gartenreich Dessau-Wörlitz

Das Eichenregal war eine 1572 erlassene Regalie, mit der sich das Fürstenhaus Anhalt-Dessau das uneingeschränkte Nutzungs- und Nachpflanzungsrecht an Eichen und Buchen sicherte. Es bestand unabhängig davon, wer Eigentümer der Grundflächen war. In der im Jahre 1666 veränderten Fassung der Landes- und Prozessordnung von Anhalt-Dessau wurde der eigenmächtige Einschlag von sogenannten Mastbäumen mit einer Strafe von zehn Talern geahndet. Die Regalie bestand bis 1850.
Die im 18. Jahrhundert im Dessau-Wörlitzer Gartenreich bestehenden Hudewälder dienten der Eichelmast für Schweine. Zu Beginn des 19. Jahrhunderts verloren die so entstandenen lichten Wälder aus Stieleichen ihre wirtschaftliche Bedeutung, weil sich für die Schweinemast die Einstallung mit Winterfütterung durchgesetzt hatte. Um die entstandenen Solitäreichen vor vorzeitiger Abholzung zu bewahren, nutzte Herzog Leopold IV. Friedrich von Anhalt-Dessau das Eichenregal zum Erhalt der Eichen.
Die bis heute erhaltenen Solitäreichen prägen das Landschaftsbild des Gartenreichs Dessau-Wörlitz und sind Teil des UNESCO-Welterbes Biosphärenreservat Mittelelbe.